# Elektrische Welle
Unter einer elektrischen Welle wird im Elektromaschinenbau die Nachbildung der Funktion einer mechanischen Welle mit Hilfe von elektrischen Maschinen verstanden. Dabei wird die mechanische Verbindung durch eine geeignete Beschaltung der Maschinen und durch eine Regelung ersetzt. Das Ziel ist eine winkeltreue Übertragung von Drehbewegungen und -momenten ohne eine mechanische Kopplung.

## Schaltungstechnische Realisierung
Als besondere Form einer elektrischen Maschine besteht sie aus zwei oder mehreren Motoren, die wie Drehstrommotoren geschaltet sind. Allerdings wird bei diesem nur die Statorwindung mit Einphasenwechselstrom gespeist. Verdreht man den Rotor des Gebers, so drehen die Rotoren der anderen Einheiten auch so lange, bis der gleiche Winkel erreicht wird.
Ferner existiert auch eine Gleichstromversion der elektrischen Welle, bei der statt des Stators der Rotor gespeist wird.

## Regelungstechnische Realisierung
Die Übertragung kann auch von einer Steuerung mit Inkrementalgebern oder mittels Resolvern realisiert werden.

## Anwendungen
- Gleichlauf von Asynchronmaschinen
- Windrichtungsanzeiger[3]
- Radargeräte
- Verstellung und Richtungsanzeige für drehbare Antennen
- Rudermaschine bei Schiffen
- Laufwerk bei Portalkränen